# Geografia Wysp Owczych
Wyspy Owcze – region autonomiczny położony w Europie Północnej, na północ od Wielkiej Brytanii, na Morzu Norweskim, będący częścią Oceanu Atlantyckiego. Jest to archipelag złożony z 18 wysp wulkanicznych, których łączna powierzchnia wynosi 1393 km². Nie ma tam żadnych granic lądowych z jakimkolwiek innym państwem. Archipelag należy do Królestwa Danii, ale posiada szeroką autonomię.

## Ogólne dane geograficzne
- Najwyższą górą archipelagu jest Slættaratindur (882 m n.p.m.)
- Najniższą górą jest Høganes (115 m n.p.m.)
- Najniższy zaś punkt to Ocean Atlantycki (0 m n.p.m.)

Najdalej na północ wysunięty kraniec Wysp Owczych62°29′12” szer. geogr. pn. - przylądek Enniberg, najbliższa miejscowość - Viðareiði, gmina Viðareiði, region Norðoyar, wyspa Viðoy. Najwyższy, nadmorski klif Europy.
Najdalej na południe wysunięty kraniec Wysp Owczych61°21′36” szer. geogr. pn. - skała Sumbiarsteinur, najbliższa miejscowość - Sumba, gmina Sumba, region Suðuroy, wyspa Suðuroy.
Najdalej na zachód wysunięty kraniec Wysp Owczych7°40′6” szer. geogr. zach. - skała Gáadrangur, najbliższa miejscowość - Mykines, gmina Sørvágur, region Vágar, wyspa Mykines.
Najdalej na wschód wysunięty kraniec Wysp Owczych6°21′30” szer. geogr. zach. - Stapi, najbliższa miejscowość - Hattarvík, gmina Fugloy, region Norðoyar, wyspa Fugloy.

### Skład archipelagu
Wchodzących w skład archipelagu wysp jest 18 plus wiele szkierów i wysepek, 17 z nich jest zamieszkanych. Największą z nich jest Streymoy (374,3 km²), po niej zaś Eysturoy (285,8 km²), przy czym na pierwszej z nich zamieszkuje niemal 1/2 ludności. Najmniejszą z zamieszkanych jest Koltur (2,5 km²). Jedyną niezamieszkaną wyspą jest Lítla Dímun (0,8 km²). Największym pojedynczym szkierem jest Tindhólmur (0,65 km²). Łączna długość linii brzegowych wszystkich wysp wynosi 1289 km.
- Streymoy i 64 szkiery (pow. 374,3 km²), 72 szczyty - najwyższy Kopsenni 789 m n.p.m., 24 278 mieszk. (I 2019 r.)[1] i 64,9 osób/1 km²
- Eysturoy i 45 szkierów (285,8 km²), 66 szczytów - Slættaratindur 882 m, 11 519 mieszk. i 40,3 osób/1 km²
- Vágar i 63 szkiery (177,3 km²), 41 szczytów - Árnafjall 722 m, 3275 mieszk. i 18,5 osób/1 km²
- Suðuroy i 263 szkiery (164,8 km²), 55 szczytów - Gluggarnir 610 m, 4593 mieszk. i 27,9 osób/1 km²
- Sandoy i 88 szkierów (112,4 km²), 19 szczytów - Tindur 479 m, 1230 mieszk. i 10,9 osób/1 km²
- Borðoy i 7 szkierów (95,0 km²), 23 szczyty - Norðanfyri Lokkaskarð 772 m, 5250 mieszk. i 55,3 osób/1 km²
- Viðoy i 37 szkierów (41,0 km²), 11 szczytów - Villingadalsfjall 841 m, 605 mieszk. i 14,8 osób/1 km²
- Kunoy i 28 szkierów (34,8 km²), 11 szczytów - Kúvingafjall 830 m, 146 mieszk. i 4,2 osób/1 km²
- Kalsoy i 16 szkierów (31,3 km²), 13 szczytów - Nestindur 788 m, 75 mieszk. i 2,4 osób/1 km²
- Svínoy i 13 szkierów (26,7 km²), 7 szczytów - Havnartindur 586 m, 27 mieszk. i 1,0 osób/1 km²
- Fugloy i 24 szkiery (11,1 km²), 2 szczyty - Klubbin 621 m, 37 mieszk. i 3,3 osób/1 km²
- Nólsoy i 3 szkiery (10,0 km²), 4 szczyty - Eggjarklettur 372 m, 224 mieszk. i 22,4 osób/1 km²
- Skúvoy i 14 szkierów (10,0 km²), 4 szczyty - Knútur 392 m, 32 mieszk. i 3,2 osób/1 km²
- Mykines i 87 szkierów (10,0 km²), 3 szczyty - Knúkur 560 m, 14 mieszk. i 1,4 osób/1 km²
- Hestur i 6 szkierów (6,0 km²), 3 szczyty - Eggjarrók i Múlin po 421 m, 20 mieszk. i 3,3 osób/1 km²
- Stóra Dímun i 9 szkierów (2,6 km²), 3 szczyty - Høgoyggj 396 m, 10 mieszk. i 3,8 osób/1 km²
- Koltur i 19 szkierów (2,5 km²), 2 szczyty - Uppi á Oyggj 477 m, 1 mieszk. i 0,4 osób/1 km²
- Lítla Dímun i 2 szkiery (0,8 km²), 1 szczyt - Rávan 414 m, niezamieszkana

## Budowa geologiczna i rzeźba
Wyspy cechują się urozmaiconą linią brzegową, gdzie występują głębokie zatoki i niewielkie fiordy. Wyspy są pochodzenia wulkanicznego, są fragmentem północnoatlantyckiego grzbietu podmorskiego. Obszar Wysp Owczych zbudowany jest bazaltów, które są także budulcem całego podmorskiego grzbietu, na których znajdują się skały czwartorzędowe. Podłoże bazaltowe wyspy jest przeplatane iłami, łupkami i węglem. Wybrzeże w większości jest skaliste i strome.
Wyspy Owcze są krajem wyżynnym i górzystym, niemal cały obszar archipelagu poprzecinany jest licznymi pasmami górskimi. Jest tam około 340 szczytów, 10 z nich osiąga wysokość ponad 800 m n.p.m., a 7 sięga niżej niż 150 m n.p.m. Średnia wysokość archipelagu wynosi około 300 m n.p.m.

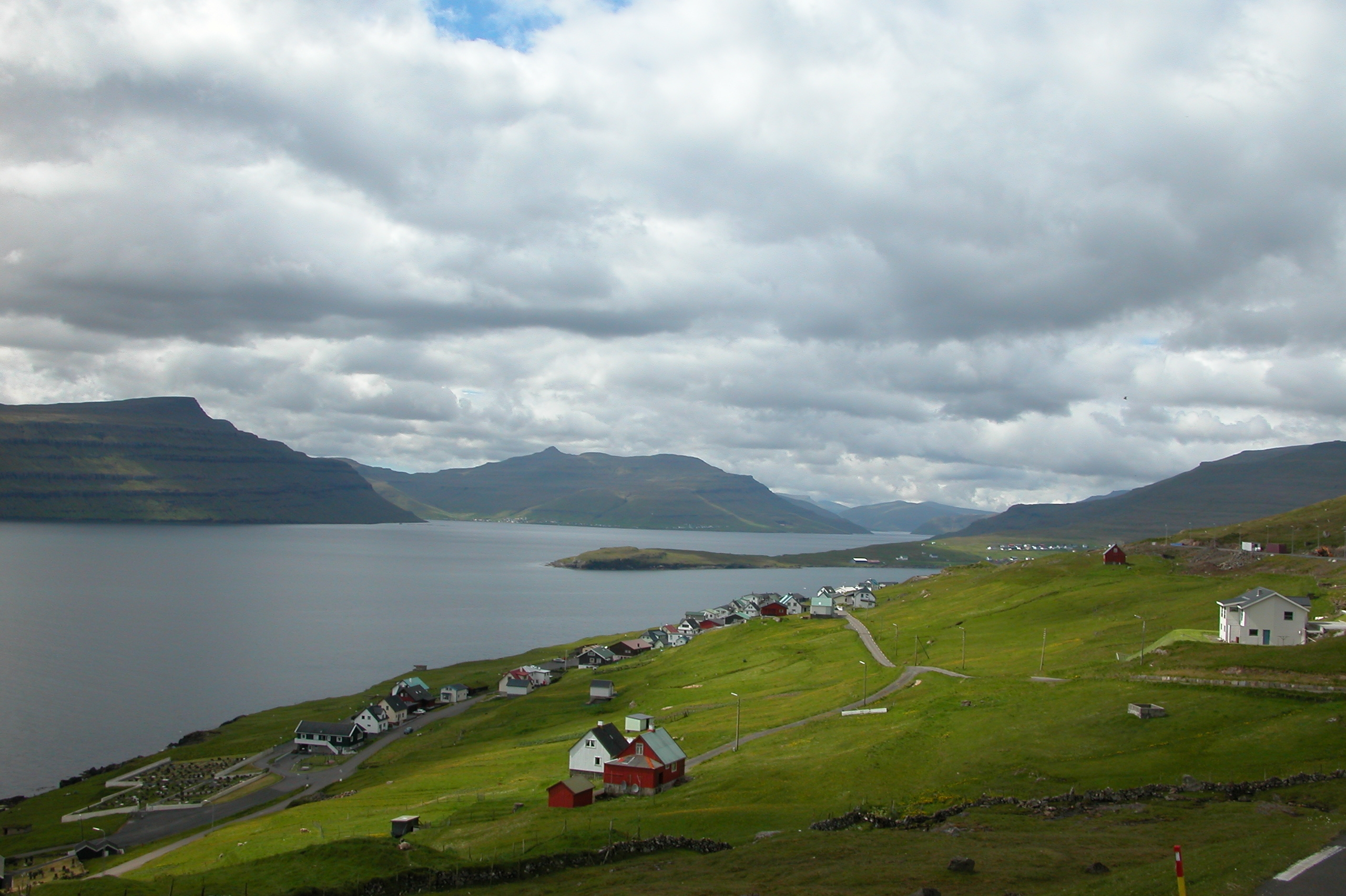
Krajobraz Wysp Owczych

## Klimat
Klimat na Wyspach Owczych określa się jako klimat umiarkowany chłodny w odmianie morskiej, jest on jednak zmodyfikowany przez kilka istotnych czynników. Są to przede wszystkim: ciepły Prąd Norweski mieszający się z zimnymi wodami napływającymi z rejonów Grenlandii, niewielkie rozmiary archipelagu oraz jego górzysty charakter.
Temperatury ze względu na położenie geograficzne i typ klimatu zazwyczaj nie są zbyt zróżnicowane w skali rocznej. Zima jest zwykle ciepła jak na tę szerokość geograficzną, temperatury stycznia, przyjmują średnio wartości od +3 do +4 °C, w lipcu, który jest uważany z najcieplejszy miesiąc w roku przyjmują średnią +12 °C, przy czym zdarza się, że wzrastają nawet do +15 °C.
Kolejną typową cechą są opady, które zazwyczaj sięgają około 1500 mm rocznie. Sprawia to, że Wyspy Owcze są jednym z najbardziej narażonych na deszcz miejsc na świecie, co dobitnie pokazuje inna statystyka - na Wyspach Owczych pada średnio przez 280 dni w roku. Zimą dość częste są opady śniegu, choć w niższych partiach, szczególnie na południu, utrzymuje się on bardzo krótko. W północnej jednak części widok śniegu na szczytach gór jest czymś zupełnie normalnym nawet na wiosnę. Śnieg jest groźny dla mieszkańców, lawiny pociągnęły za sobą już wiele ofiar, szczególnie jeśli chodzi o zabudowania, przykładem może być budynek lokalnego thingu w Klaksvík zrujnowany przez dwie lawiny w 1745 i 1765, czy w 1772, kiedy znacznym uszkodzeniom uległa Katedra Magnusa w Kirkjubøur.
Opadom deszczu towarzyszy często bardzo silny, porywisty wiatr, który wpływa na częste, dynamiczne zmiany pogody, nawet godzinne. Bezchmurne niebo w przeciągu kilkudziesięciu minut może się tam przekształcić w ulewę, by chwilę później znów wrócić do pierwszego stanu. Porywiste wiatry mają też wpływ na dynamiczne kształtowanie się chmur, towarzyszących Farerczykom przez większość dni w roku, jak np. w Tórshavn, w roku 2007 tylko przez 1020 godzin mieszkańcy mieli do czynienia z niezakłóconym działaniem promieni słonecznych, co jest równowartością 42 dni.
Z chmurami wiąże się też inne zjawisko, które po polsku nazwalibyśmy mgłą. Chmury na Wyspach Owczych tworzą się zazwyczaj bardzo nisko, często na tyle, by sięgnąć ziemi, lub nawet Oceanu Atlantyckiego. Farerczycy wyróżniają kilka rodzajów takich tworów pomiędzy chmurą a mgłą. Mjørki jest najniebezpieczniejszym z nich, szczególnie w dobie motoryzacji. Występuje, kiedy pogoda jest bezwietrzna, wtedy mgła pokrywa dosłownie wszystko - od szczytów gór po samo morze. Drugim z nich jest skadda, chmury są wtedy bardzo nisko, na tyle jednak, że widać podstawy gór. Kiedy widać szczyty oraz podnóża i morze, a chmury zalegają w pasie pomiędzy nimi, występuje polla mjørki.
Warto zauważyć, że jak na tak niewielki teren Wyspy Owcze charakteryzuje różnorodność czynników klimatycznych w zależności od miejsca. Oficjalne badania prowadzone są w kilku miejscach na archipelagu - w Tórshavn, na wyspie Mykines, na lotnisku Vágar czy na przylądku Akraberg w południowej części wyspy Suðuroy. Tórshavn, dzięki osłonięciu w dolinie jest najcieplejszy - najwyższa temperatura w 2007 sięgnęła tam +18 °C, podczas gdy na Mykines i Akraberg po +14 °C. Nie było natomiast różnic, jeśli chodzi o temperaturę najniższą, w każdym z miejsc było to około -3,5 °C.
Dalekie wysunięcie na północ ma swoje skutki także w długości dnia i nocy. Latem, w okolicach 22 czerwca, dzień trwa tam około 20 godzin, później zaś trwa tak zwana biała noc. Najkrótszy dzień w roku trwa tam zaś około 5 godzin.
Wyspy Owcze są krajem bardzo zdrowym i wolnym od toksyn. Nie padają tam kwaśne deszcze, a powietrze jest wolne od zanieczyszczeń.

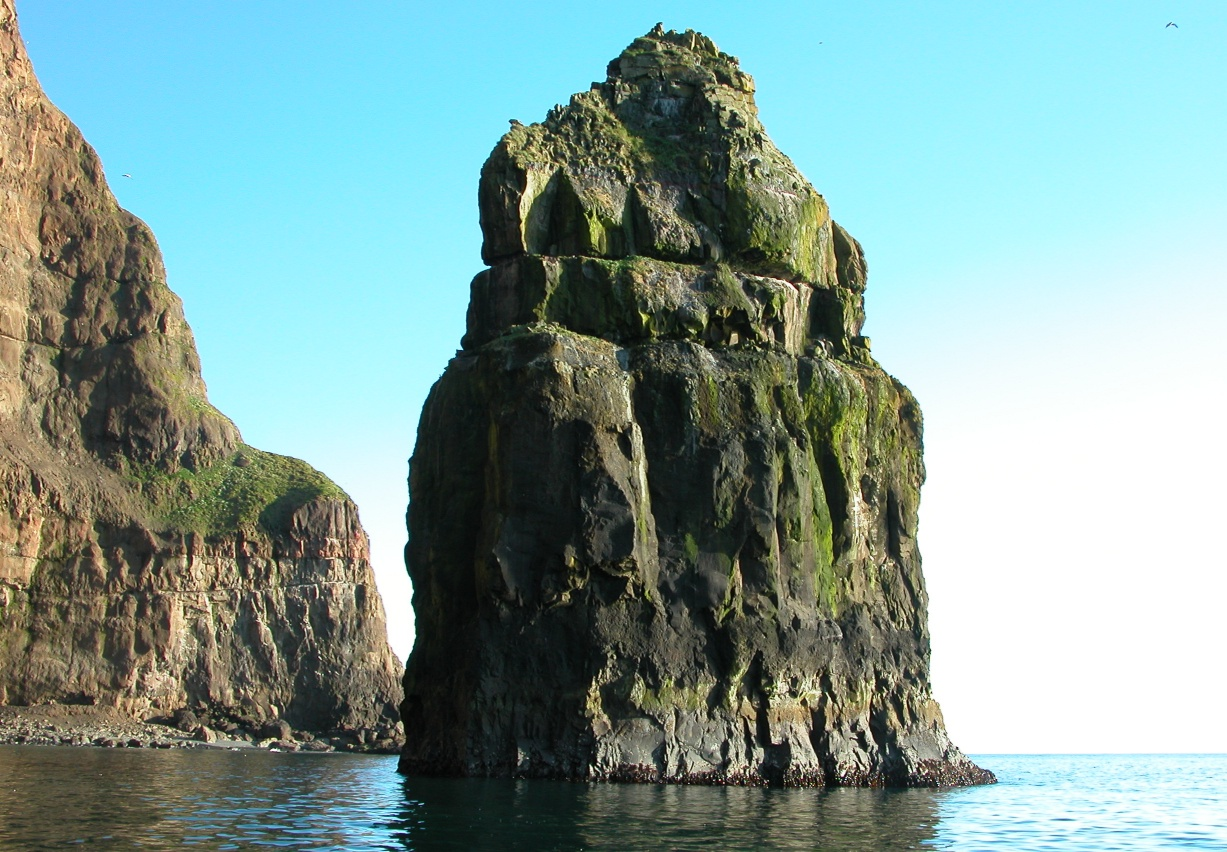
Skaliste wybrzeże jednej z wysp

## Wody
Choć zazwyczaj bardzo krótkie i płytkie, na Wyspach Owczych znajduje się wiele rzek, które wypływając z górskich źródeł krótką drogą wędrują wprost do Oceanu Atlantyckiego, niejednokrotnie tworząc wysokie wodospady. Niejednokrotnie rzeki te wypływają także z jezior, które, choć mało liczne, również występują na Wyspach Owczych. Powierzchnia 10 największych jezior wynosi 7,19 km². Ich łączna powierzchnia nie zajmuje więcej niż 0,5% powierzchni całego archipelagu. Największymi jeziorami Wysp Owczych są: Sørvágsvatn (3,4 km²) i Fjallavatn (1,02 km²), oba na wyspie Vágar.

## Flora i fauna
Szata roślinna jest uboga, chłodny i wietrzy klimat, a także intensywny wypas zwierząt sprawia, że roślinność drzewiasta nie istnieje. Dominuje roślinność wydmowa, trawiasta i mchy, a także torfowiska. Torfowiska są eksploatowane i wykorzystywane na opał. Jedynie w miejscach zacisznych, nad jeziorami występuje roślinność krzaczasta. W najwyższych partiach gór występuje roślinność alpejska.
Świat zwierząt pod względem gatunkowym jest ubogi, z wyjątkiem ptaków morskich, których populację szacuje się na 3,5 mln osobników. Ptaki reprezentuje około 40 gatunków gniazdujących, 30 zalatujących i przeszło 200 odwiedzających wyspy w czasie migracji. Bardzo liczne są tu kolonie maskonurów, a ostrygojad były uwieczniony na dawnej fladze Wysp Owczych aż do 1940 r. Z ssaków w obrębie nabrzeża żyją foki. Dziko żyjące ssaki lądowe nie istnieją na tych wyspach.